# Odisseia da Metamorfose
A Odisseia da Metamorfose (Metamorphosis Odyssey no original) é uma história em quadrinho de ficção científica escrita e desenhada pelo artista norte-americano Jim Starlin e publicada na revista Epic Illustrated da Epic Comics (um selo da Marvel Comics).

## No Brasil
A série permaneceu inédita por anos, editoras como Editora Abril e Editora Globo publicaram nas décadas de 1980 e 1990 graphic novels e séries de Dreadstar, série que teve início em Metamorphosis Odyssey.

Em Outubro 2011, Odisséia da Metamorfose foi finalmente lançada pela Devir Livraria em formato de luxo